# Список Нобелівських лауреатів США
Список Нобелівських лауреатів США
- Річард Тейлер, Richard H. Thaler, Економіка, 2017
- Йоахім Франк, Joachim Frank, нар. в Німеччині, Хімія, 2017
- Райнер Вайс, Rainer Weiss, нар. в Німеччині, Фізика, 2017
- Кіп Торн, Kip Thorne, Фізика, 2017
- Беррі Беріш, Barry Barish, Фізика, 2017
- Майкл Янг, Michael W. Young, Фізіологія або медицина, 2017
- Майкл Росбаш, Michael Rosbash, Фізіологія або медицина, 2017
- Джеффрі Голл, Jeffrey C. Hall, Фізіологія або медицина, 2017
- Боб Ділан, Bob Dylan, Література, 2016
- Олівер Гарт, Oliver Hart, нар. у Великій Британії, Економіка, 2016
- Фрейзер Стоддарт, Fraser Stoddart, нар. у Великій Британії, Хімія, 2016
- Данкан Голдейн, F. Duncan M. Haldane, нар. у Великій Британії, Фізика, 2016
- Джон Костерліц, John M. Kosterlitz, нар. у Великій Британії, Фізика, 2016
- Ангус Дітон, Angus Deaton, нар. у Великій Британії, Економіка, 2015
- Пол Модрич, Paul L. Modrich, Хімія, 2015
- Азіз Санджар, Aziz Sancar, нар. в Туреччині, Хімія, 2015
- Вільям Кемпбелл, William C. Campbell, нар. в Ірландії, Фізіологія або медицина, 2015
- Вільям Мернер, William E. Moerner, Хімія, 2014
- Ерік Бетциґ, Eric Betzig, Хімія, 2014
- Накамура Сюдзі, Shuji Nakamura*, нар. в Японії, Фізика, 2014
- Роберт Шиллер, Robert J. Shiller, Економіка, 2013
- Ларс Петер Гансен, Lars Peter Hansen, Економіка, 2013
- Юджин Фама, Eugene F. Fama, Економіка, 2013
- Ар'є Варшель, Arieh Warshel*, нар. в Ізраїлі, Хімія, 2013
- Майкл Левітт, Michael Levitt*, як ізраїльський громадянин, Хімія, 2013
- Мартін Карплус, Martin Karplus, нар. в Австрії, Хімія, 2013
- Ренді Шекман, Randy Schekman, Фізіологія або медицина, 2013
- Томас Зюдгоф, Thomas C. Südhof, нар. в Німеччині, Фізіологія або медицина, 2013
- Джеймс Ротман, James Rothman, Фізіологія або медицина, 2013
- Ллойд Ставелл Шеплі, Lloyd S. Shapley, Економіка, 2012
- Браян Кобилка, Brian K. Kobilka, Хімія, 2012
- Роберт Лефковіц, Robert J. Lefkowitz, Хімія, 2012
- Девід Вайнленд, David J. Wineland, Фізика, 2012
- Крістофер Сімс, Christopher A. Sims, Економіка, 2011
- Томас Сарджент, Thomas J. Sargent, Економіка, 2011
- Сол Перлматтер, Saul Perlmutter, Фізика, 2011
- Браян П. Шмідт, Brian P. Schmidt, Фізика, 2011
- Адам Рісс, Adam G. Riess, Фізика, 2011
- Ральф Марвін Стейнман, Ralph M. Steinman, нар. в Канаді, Фізіологія або медицина, 2011
- Брюс Бетлер, Bruce Beutler, Фізіологія або медицина, 2011
- Пітер Артур Даймонд, Peter A. Diamond, Економіка, 2010
- Дейл Томас Мортенсен, Dale T. Mortensen, Економіка, 2010
- Негісі Еїті, Ei-ichi Negishi, Японське громадянство, Хімія, 2010
- Річард Гек, Richard F. Heck, Хімія, 2010
- Елінор Остром, Elinor Ostrom, Економіка, 2009
- Олівер Вільямсон, Oliver Eaton Williamson, Економіка, 2009
- Барак Обама, Barack H. Obama, Премія миру, 2009
- Венкатраман Рамакрішнан, Venkatraman Ramakrishnan*, нар. в Індії, Хімія, 2009
- Томас Стейц, Thomas A. Steitz, Хімія, 2009
- Віллард Бойл, Willard S. Boyle, нар. В Канаді, Фізика, 2009
- Чарльз Куен Као, Charles K. Kao, born in China, Фізика, 2009
- Джордж Сміт, George E. Smith, Фізика, 2009
- Елізабет Блекберн, Elizabeth Blackburn, born in Australia, Фізіологія або медицина, 2009
- Керол Грейдер, Carol W. Greider, Фізіологія або медицина, 2009
- Джек Шостак, Jack W. Szostak, нар. у Великій Британії Фізіологія або медицина, 2009
- Пол Кругман, Paul Krugman, Економіка, 2008
- Роджер Цянь, Roger Yonchien Tsien, Хімія, 2008
- Мартін Чалфі, Martin Chalfie, Хімія, 2008
- Сімомура Осаму, Osamu Shimomura, Японське громадянство, Хімія, 2008
- Намбу Йоїтіро, Yoichiro Nambu, нар. в Японії, Фізика, 2008
- Гурвич Леонід Соломонович, Leonid Hurwicz, нар. в Росії, Економіка, 2007
- Ерік Мескін, Eric S. Maskin, Економіка, 2007
- Роджер Маєрсон, Roger B. Myerson, Економіка, 2007
- Альберт Гор, Al Gore, Премія миру, 2007
- Маріо Капеккі, Mario R. Capecchi, нар. в Італії, Фізіологія або медицина, 2007
- Олівер Смітіз, Oliver Smithies, нар. у Великій Британії, Фізіологія або медицина, 2007
- Роджер Девід Корнберг, Roger D. Kornberg, Хімія, 2006
- Джон Мазер, John C. Mather, Фізика, 2006
- Едмунд Фелпс, Edmund S. Phelps, Економіка, 2006
- Джордж Смут, George F. Smoot, Фізика, 2006
- Ендрю Фаєр, Andrew Z. Fire, Фізіологія або медицина, 2006
- Крейг Мелло, Craig C. Mello, Фізіологія або медицина, 2006
- Ісраель АуманнRobert Aumann*, як ізраїльський громадянин, Економіка, 2005
- Роберт Граббс, Robert H. Grubbs, Хімія, 2005
- Річард Шрок, Richard R. Schrock, Хімія, 2005
- Томас Шеллінг, Thomas Schelling, Економіка, 2005
- Джон Голл John L. Hall, Фізика, 2005
- Рой Глаубер, Roy J. Glauber, Фізика, 2005
- Ірвін Роуз, Irwin Rose, Хімія, 2004
- Едвард Прескотт, Edward C. Prescott, Економіка, 2004
- Девід Гросс, David J. Gross, Фізика, 2004
- Девід Політцер, H. David Politzer, Фізика, 2004
- Френк Вільчек, Frank Wilczek, Фізика, 2004
- Річард Ексел, Richard Axel, Фізіологія або медицина, 2004
- Лінда Бак, Linda B. Buck, Фізіологія або медицина, 2004
- Пітер Егр, Peter Agre, Хімія, 2003
- Родерік Маккінон, Roderick MacKinnon, Хімія, 2003
- Роберт Фрай Енґл, Robert F. Engle, Економіка, 2003
- Ентоні Леггетт, Anthony J. Leggett, нар. у Великій Британії, Фізика, 2003
- Пол Лотербур, Paul C. Lauterbur, Фізіологія або медицина, 2003
- Абрикосов Олексій Олексійович, Alexei A. Abrikosov, нар. в Росії, Фізика, 2003
- Деніел Канеман, Daniel Kahneman*, нар. в Ізраїлі, Економіка, 2002
- Вернон Сміт, Vernon L. Smith, Економіка, 2002
- Джиммі Картер, Jimmy Carter, Премія миру, 2002
- Джон Фенн, John Bennett Fenn, Хімія, 2002
- Раймонд Девіс (молодший), Raymond Davis Jr., Фізика, 2002
- Ріккардо Джакконі, Riccardo Giacconi, нар. в Італії, Фізика, 2002
- Сідні Бреннер, Sydney Brenner, Нар. в Півд. Африці, Фізіологія або медицина, 2002
- Роберт Горвіц, H. Robert Horvitz, Фізіологія або медицина, 2002
- Вільям Ноулз, William S. Knowles, Хімія, 2001
- Баррі Шарплесс, K. Barry Sharpless, Хімія, 2001
- Джозеф Стігліц, Joseph E. Stiglitz, Економіка, 2001
- Джордж Акерлоф, George A. Akerlof, Економіка, 2001
- Майкл Спенс, A. Michael Spence, Економіка, 2001
- Ерік Корнелл, Eric A. Cornell, Фізика, 2001
- Карл Віман, Carl E. Wieman, Фізика, 2001
- Ліланд Гартвелл, Leland H. Hartwell, Фізіологія або медицина, 2001
- Алан Гігер, Alan Heeger, Хімія, 2000
- Алан Макдіармід, Alan MacDiarmid, born in New Zealand, Хімія, 2000
- Джеймс Хекман, James J. Heckman, Економіка, 2000
- Деніел Макфадден, Daniel L. McFadden, Економіка, 2000
- Джек Кілбі, Jack Kilby, Фізика, 2000
- Пол Грінгард, Paul Greengard, Фізіологія або медицина, 2000
- Ерік Кендел, Eric R. Kandel, нар. в Австрії, Фізіологія або медицина, 2000
- Ахмед Хассан Зевейл, Ahmed H. Zewail, нар. в Єгипті, Хімія, 1999
- Гюнтер Блобель, Günter Blobel, німецького походження, Фізіологія або медицина, 1999
- Вальтер Кон, Walter Kohn, нар. в Австрії, Хімія, 1998
- Горст Штермер, Horst Ludwig Störmer, нар. в Німеччині, Фізика, 1998
- Роберт Лафлін, Robert B. Laughlin, Фізика, 1998
- Денієл Цуї, Daniel C. Tsui, нар. в Китаї, Фізика, 1998
- Роберт Ферчготт, Robert F. Furchgott, Фізіологія або медицина, 1998
- Луїс Ігнаро, Louis J. Ignarro, Фізіологія або медицина, 1998
- Ферід Мурад, Ferid Murad, Фізіологія або медицина, 1998
- Пол Бойєр, Paul D. Boyer, Хімія, 1997
- Роберт Кархарт Мертон, Robert C. Merton, Економіка, 1997
- Майрон Шоулз, Myron Scholes, нар. в Канаді, Економіка, 1997
- Джоді Вільямс, Jody Williams, Премія миру, 1997
- Стівен Чу, Steven Chu, Фізика, 1997
- Вільям Деніел Філліпс, William D. Phillips, Фізика, 1997
- Стенлі Прузінер, Stanley B. Prusiner, Фізіологія або медицина, 1997
- Річард Смоллі, Richard E. Smalley, Хімія, 1996
- Роберт Керл, Robert F. Curl Jr., Хімія, 1996
- Вільям Вікрі, William Vickrey, нар. в Канаді, Економіка, 1996
- Девід Лі, David M. Lee, Фізика, 1996
- Дуглас Ошеров, Douglas D. Osheroff, Фізика, 1996
- Роберт Колман Річардсон, Robert C. Richardson, Фізика, 1996
- Маріо Моліна, Mario J. Molina, нар. в Мексиці, Хімія, 1995
- Шервуд Роуленд, F. Sherwood Rowland, Хімія, 1995
- Роберт Емерсон Лукас, Robert Lucas, Jr., Економіка, 1995
- Мартін Перл, Martin L. Perl, Фізика, 1995
- Фредерік Райнес, Frederick Reines, Фізика, 1995
- Едвард Льюїс, Edward B. Lewis, Фізіологія або медицина, 1995
- Ерік Вішаус, Eric F. Wieschaus, Фізіологія або медицина, 1995
- Джордж Ола, George Andrew Olah, угорського походження, Хімія, 1994
- Джон Харсані, John Charles Harsanyi, угорського походження, Економіка, 1994
- Джон Форбс Неш, John Forbes Nash, Економіка, 1994
- Кліффорд Шалл, Clifford G. Shull, Фізика, 1994
- Альфред Гілман, Alfred G. Gilman, Фізіологія або медицина, 1994
- Мартін Родбелл, Martin Rodbell, Фізіологія або медицина, 1994
- Кері Малліс, Kary B. Mullis, Хімія, 1993
- Роберт Фогель, Robert W. Fogel, Економіка, 1993
- Дуглас Норт, Douglass C. North, Економіка, 1993
- Тоні Моррісон, Toni Morrison, Література, 1993
- Рассел Галс, Russell A. Hulse, Фізика, 1993
- Джозеф Тейлор молодший, Joseph H. Taylor Jr., Фізика, 1993
- Філліп Шарп, Phillip A. Sharp, Фізіологія або медицина, 1993
- Рудольф Маркус, Rudolph A. Marcus, нар. в Канаді, Хімія, 1992
- Гері Беккер, Gary S. Becker, Економіка, 1992
- Едмонд Фішер, Edmond H. Fischer, нар. в Китаї, Фізіологія або медицина, 1992
- Едвін Кребс, Edwin G. Krebs, Фізіологія або медицина, 1992
- Рональд Коуз, Ronald Coase, нар. в Британії, Економіка, 1991
- Елайс Джеймс Корі, Elias James Corey, Хімія, 1990
- Мертон Міллер, Merton H. Miller, Економіка, 1990
- Вільям Шарп, William F. Sharpe, Економіка, 1990
- Гаррі Марковіц, Harry M. Markowitz, Економіка, 1990
- Джером Фрідман, Jerome I. Friedman, Фізика, 1990
- Генрі Кендалл, Henry W. Kendall, Фізика, 1990
- Джозеф Маррі, Joseph E. Murray, Фізіологія або медицина, 1990
- Едвард Томас, E. Donnall Thomas, Фізіологія або медицина, 1990
- Сідні Олтмен, Sidney Altman, нар. в Канаді, Хімія, 1990
- Томас Роберт Чек, Thomas R. Cech, Хімія, 1989
- Ганс Георг Демельт, Hans G. Dehmelt, нар. в Німеччині, Фізика, 1989
- Норман Рамзей, Norman F. Ramsey, Фізика, 1989
- Джон Майкл Бішоп, J. Michael Bishop, Фізіологія або медицина, 1989
- Гаролд Вармус, Harold E. Varmus, Фізіологія або медицина, 1989
- Гаролд Вармус, Leon M. Lederman, Фізика, 1988
- Мелвін Шварц, Melvin Schwartz, Фізика, 1988
- Джек Стейнбергер, Jack Steinberger, нар. в Німеччині, Фізика, 1988
- Гертруда Белл Елайон, Gertrude B. Elion, Фізіологія або медицина, 1988
- Джордж Гітчінгс, George H. Hitchings, Фізіологія або медицина, 1988
- Чарлз Педерсен, Charles J. Pedersen, нар. в Кореї, Хімія, 1987
- Дональд Джеймс Крам, Donald J. Cram, Хімія, 1987
- Роберт Солоу, Robert M. Solow, Економіка, 1987
- Бродський Йосип Олександрович, Joseph Brodsky, Література, 1987
- Дадлі Роберт Гершбах, Dudley R. Herschbach, Хімія, 1986
- Ян Лі, Yuan T. Lee, нар. на Тайвані, Хімія, 1986
- Джеймс Макгілл Б'юкенен, James M. Buchanan, Економіка, 1986
- Елі Візель, Elie Wiesel, нар. в Румунії, Премія миру, 1986
- Стенлі Коен, Stanley Cohen, Фізіологія або медицина, 1986
- Рита Леві-Монтальчині, Rita Levi-Montalcini, нар. в Італії, Фізіологія або медицина, 1986
- Джером Карлі, Jerome Karle, Хімія, 1985
- Герберт Аарон Гауптман, Herbert A. Hauptman, Хімія, 1985
- Франко Модільяні, Franco Modigliani, нар. в Італії, Економіка, 1985
- Майкл Стюарт Браун, Michael S. Brown, Фізіологія або медицина, 1985
- Джозеф Леонард Голдштейн, Joseph L. Goldstein, Фізіологія або медицина, 1985
- Роберт Брюс Мерріфілд, Bruce Merrifield, Хімія, 1984
- Генрі Таубе, Henry Taube, нар. в Канаді, Хімія, 1983
- Жерар Дебре, Gérard Debreu, нар. у Франції, Економіка, 1983
- Вільям Альфред Фаулер, William A. Fowler, Фізика, 1983
- Субраманьян Чандрасекар, Subrahmanyan Chandrasekhar*, нар. в Індії, Фізика, 1983
- Барбара Мак-Клінток, Barbara McClintock, Фізіологія або медицина, 1983
- Джордж Стіглер, George J. Stigler, Економіка, 1982
- Кеннет Геддес Вільсон, Kenneth G. Wilson, Фізика, 1982
- Роалд Гоффманн, Roald Hoffmann, українського єврейського походження, Хімія, 1981
- Джеймс Тобін, James Tobin, Економіка, 1981
- Ніколас Бломберген, Nicolaas Bloembergen, нар. в Нідерландах, Фізика, 1981
- Артур Леонард Шавлов, Arthur L. Schawlow, Фізика, 1981
- Девід Гантер Г'юбел, David H. Hubel, нар. в Канаді, Фізіологія або медицина, 1981
- Роджер Сперрі, Roger W. Sperry, Фізіологія або медицина, 1981
- Волтер Гілберт, Walter Gilbert, Хімія, 1980
- Пол Берг, Paul Berg, Хімія, 1980
- Лоуренс Клейн, Lawrence R. Klein, Економіка, 1980
- Чеслав Мілош, Czesław Miłosz*, нар. в Рос.імп.(тепер Литва), Література, 1980
- Джеймс Вотсон Кронін, James Cronin, Фізика, 1980
- Вал Логсден Фітч, Val Fitch, Фізика, 1980
- Барух Бенасерраф, Baruj Benacerraf, нар. у Венесуелі, Фізіологія або медицина, 1980
- Джордж Снелл, George D. Snell, Фізіологія або медицина, 1980
- Герберт Чарлз Браун, Herbert C. Brown, нар. у Британії, Хімія, 1979
- Теодор Шульц, Theodore Schultz, Економіка, 1979
- Стівен Вайнберг, Steven Weinberg, Фізика, 1979
- Шелдон Лі Ґлешоу, Sheldon Glashow, Фізика, 1979
- Аллан Кормак, Allan M. Cormack, нар. в Півд. Афр., Фізіологія або медицина, 1979
- Герберт Саймон, Herbert A. Simon, Економіка, 1978
- Іцхак Башевіс-Зінгер, Isaac Bashevis Singer, польський єврей, Література, 1978
- Роберт Вудро Вільсон, Robert Woodrow Wilson, Фізика, 1978
- Арно Аллан Пензіас, Arno Penzias, нар. в Німеччині, Фізика, 1978
- Гемілтон Сміт, Hamilton O. Smith, Фізіологія або медицина, 1978
- Деніел Натанс, Daniel Nathans, Фізіологія або медицина, 1978
- Філіп Андерсон, Philip Anderson, Фізика, 1977
- Джон ван Флек, John H. van Vleck, Фізика, 1977
- Роже Гіймен, Roger Guillemin, нар. у Франції, Фізіологія або медицина, 1977
- Ендрю Віктор Шаллі, Andrzej W. Schally, нар. в Польщі (Литва), Фізіологія або медицина, 1977
- Розалін Сасмен Ялоу, Rosalyn Yalow, Фізіологія або медицина, 1977
- Вільям Нанн Ліпском, William Lipscomb, Хімія, 1976
- Мілтон Фрідман, Milton Friedman, Економіка, 1976
- Сол Беллоу, Saul Bellow, нар. в Канаді, Література, 1976
- Бертон Ріхтер, Burton Richter, Фізика, 1976
- Семюел Тінг, Samuel C. C. Ting, Фізика, 1976
- Барух Бламберг, Baruch S. Blumberg, Фізіологія або медицина, 1976
- Деніел Карлтон Гайдушек, Daniel Carleton Gajdusek, Фізіологія або медицина, 1976
- Тьялінг Купманс, Tjalling C. Koopmans, born in the Netherlands, Економіка, 1975
- Бен Рой Моттельсон, Ben Roy Mottelson*, Фізика, 1975
- Лео Джеймс Рейнвотер, James Rainwater, Фізика, 1975
- Девід Балтімор, David Baltimore, Фізіологія або медицина, 1975
- Ренато Дульбекко, Renato Dulbecco, нар. в Італії, Фізіологія або медицина, 1975
- Говард Темін, Howard Martin Temin, Фізіологія або медицина, 1975
- Пол Джон Флорі, Paul J. Flory, Хімія, 1974
- Джордж Паладе, George E. Palade, нар. в Румунії, Фізіологія або медицина, 1974
- Леонтьєв Василь Васильович, Wassily Leontief, нар. в Німеччині, Економіка, 1973
- Генрі Кіссинджер, Henry Kissinger, нар. в Німеччині, Премія миру, 1973
- Айвар Джайєвер, Ivar Giaever, норвезького походження, Фізика, 1973
- Крістіан Бемер Анфінсен, Christian Anfinsen, Хімія, 1972
- Станфорд Мур, Stanford Moore, Хімія, 1972
- Вільям Говард Стайн, William H. Stein, Хімія, 1972
- Кеннет Ерроу, Kenneth J. Arrow, Економіка, 1972
- Джон Бардін, John Bardeen, Фізика, 1972
- Леон Купер, Leon N. Cooper, Фізика, 1972
- Джон Роберт Шріффер, Robert Schrieffer, Фізика, 1972
- Джеральд Едельман, Gerald Edelman, Фізіологія або медицина, 1972
- Саймон Кузнець, Simon Kuznets, білоруський єврей, Економіка, 1971
- Ерл Сазерленд, Earl W. Sutherland Jr., Фізіологія або медицина, 1971
- Пол Семюельсон, Paul A. Samuelson, Економіка, 1970
- Норман Борлоуг, Norman Borlaug, Премія миру, 1970
- Джульєс Аксельрод, Julius Axelrod, Фізіологія або медицина, 1970
- Маррі Гелл-Манн, Murray Gell-Mann, Фізика, 1969
- Макс Дельбрюк, Max Delbrück, нар. в Німеччині, Фізіологія або медицина, 1969
- Алфред Герші, Alfred Hershey, Фізіологія або медицина, 1969
- Сальвадор Лурія, Salvador Luria, нар. в Італії, Фізіологія або медицина, 1969
- Ларс Онсагер, Lars Onsager, нар. в Норвегії, Хімія, 1968
- Луїс Волтер Альварес, Luis Alvarez, Фізика, 1968
- Роберт Вільям Голлі, Robert W. Holley, Фізіологія або медицина, 1968
- Гар Гобінд Корана, Har Gobind Khorana*, нар. в Індії, Фізіологія або медицина, 1968
- Маршалл Воррен Ніренберг, Marshall Warren Nirenberg, Фізіологія або медицина, 1968
- Ганс Бете, Hans Bethe, німецького походження, Фізика, 1967
- Голден Гартлайн, Haldan Keffer Hartline, Фізіологія або медицина, 1967
- Джордж Уолд, George Wald, Фізіологія або медицина, 1967
- Роберт Сандерсон Маллікен, Robert S. Mulliken, Хімія, 1966
- Чарлз Гаґґінс, Charles B. Huggins, нар. в Канаді, Фізіологія або медицина, 1966
- Френсіс Пейтон Раус, Francis Peyton Rous, Фізіологія або медицина, 1966
- Роберт Бернс Вудворд, Robert B. Woodward, Хімія, 1965
- Річард Філіпс Фейнман, Richard P. Feynman, Фізика, 1965
- Джуліан Швінгер, Julian Schwinger, Фізика, 1965
- Мартін Лютер Кінг, Martin Luther King, Jr., Премія миру, 1964
- Чарлз Гард Таунс, Charles H. Townes, Фізика, 1964
- Конрад Блох, Konrad Bloch, нар. в Німеччині (тепер Польща), Фізіологія або медицина, 1964
- Марія Гепперт-Маєр, Maria Goeppert-Mayer, нар. в Німеччині (тепер Польща), Фізика, 1963
- Юджин Пол Вігнер, Eugene Wigner, born in Hungary, Фізика, 1963
- Джон Стейнбек, John Steinbeck, Література, 1962
- Лайнус Полінг, Linus C. Pauling, Премія миру, 1962
- Джеймс Вотсон, James D. Watson, Фізіологія або медицина, 1962
- Мелвін Калвін, Melvin Calvin, Хімія, 1961
- Роберт Гофстедтер, Robert Hofstadter, Фізика, 1961
- Георг фон Бекеші, Georg von Békésy, нар. в Угорщині, Фізіологія або медицина, 1961
- Віллард Франк Ліббі, Willard F. Libby, Хімія, 1960
- Дональд Артур Глазер, Donald A. Glaser, Фізика, 1960
- Оуен Чемберлен, Owen Chamberlain, Фізика, 1959
- Еміліо Джино Сегре, Emilio Segrè, нар. в Італії, Фізика, 1959
- Артур Корнберг, Arthur Kornberg, Фізіологія або медицина, 1959
- Северо Очоа, Severo Ochoa, нар. в Іспанії, Фізіологія або медицина, 1959
- Джордж Бідл, George Beadle, Фізіологія або медицина, 1958
- Джошуа Ледерберг, Joshua Lederberg, Фізіологія або медицина, 1958
- Едуард Тейтем, Edward Tatum, Фізіологія або медицина, 1958
- Чженьнін Янг, Chen Ning Yang, нар. в Китаї, Фізика, 1957
- Лі Цзундао, Tsung-Dao Lee, нар. в Китаї, Фізика, 1957
- Вільям Бредфорд Шоклі, William B. Shockley, Фізика, 1956
- Джон Бардін, John Bardeen, Фізика, 1956
- Волтер Гаузер Браттейн, Walter H. Brattain, нар. в Китаї, Фізика, 1956
- Дікінсон Річардс, Dickinson W. Richards, Фізіологія або медицина, 1956
- Андре Фредерік Курнан, André F. Cournand, France, Фізіологія або медицина, 1956
- Вінсент дю Віньо, Vincent du Vigneaud, Хімія, 1955
- Вілліс Лемб, Willis E. Lamb, Фізика, 1955
- Полікарп Кущ, Polykarp Kusch, нар. в Німеччині, українського походження, Фізика, 1955
- Лайнус Полінг, Linus C. Pauling, Хімія, 1954
- Ернест Хемінгуей, Ernest Hemingway, Література, 1954
- Джон Ендерс, John F. Enders, Фізіологія або медицина, 1954
- Фредерік Чапмен Роббінс, Frederick C. Robbins, Фізіологія або медицина, 1954
- Томас Гакл Веллер, Thomas H. Weller, Фізіологія або медицина, 1954
- Джордж Маршалл, George C. Marshall, Премія миру, 1953
- Фріц Альберт Ліпман, Fritz Lipmann, нар. в Німеччині, Фізіологія або медицина, 1953
- Едвард Перселл, E. M. Purcell, Фізика, 1952
- Фелікс Блох, Felix Bloch, нар. в Швейцарії, Фізика, 1952
- Зельман Ваксман, Selman A. Waksman, виходець з України, Фізіологія або медицина, 1952
- Едвін Маттісон Макміллан, Edwin M. McMillan, Хімія, 1951
- Гленн Теодор Сіборг, Glenn Theodore Seaborg, Хімія, 1951
- Ральф Банч, Ralph J. Bunche, Премія миру, 1950
- Філіп Генч, Philip S. Hench, Фізіологія або медицина, 1950
- Едвард Кендалл, Edward C. Kendall, Фізіологія або медицина, 1950
- Вільям Френсіс Джіок, William Giauque, нар. в Канаді, Хімія, 1949
- Вільям Фолкнер, William Faulkner, Література, 1949
- Томас Стернз Еліот, T. S. Eliot*, Література, 1948
- Американський комітет Друзів на службі суспільству (Квакери), American Friends Service Committee (The Quakers), Премія миру, 1947
- Карл Фердинанд Корі, Carl Cori, нар. в Австрії, Фізіологія або медицина, 1947
- Герті Тереза Корі, Gerty Cori, нар. в Австрії, Фізіологія або медицина, 1947
- Венделл Мередіт Стенлі, Wendell M. Stanley, Хімія, 1946
- Джеймс Самнер, James B. Sumner, Хімія, 1946
- Джон Говард Нортроп, John H. Northrop, Хімія, 1946
- Емілі Грін Болч, Emily G. Balch, Премія миру, 1946
- Джон Релей Мотт, John R. Mott, Премія миру, 1946
- Персі Бріджмен, Percy W. Bridgman, Фізика, 1946
- Герман Джозеф Мюллер, Hermann J. Muller, Фізіологія або медицина, 1946
- Корделл Голл, Cordell Hull, Премія миру, 1945
- Ісидор Рабі, Isidor Isaac Rabi, нар. в Австрії, Фізика, 1944
- Джозеф Ерлангер, Joseph Erlanger, Фізіологія або медицина, 1944
- Герберт Спенсер Гассер, Herbert S. Gasser, Фізіологія або медицина, 1944
- Отто Штерн, Otto Stern, нар. в Німеччині, Фізика, 1943
- Едвард Адельберт Дойзі, Edward A. Doisy, Фізіологія або медицина, 1943
- Ернест Орландо Лоуренс, Ernest Lawrence, Фізика, 1939
- Перл Бак, Pearl S. Buck, Література, 1938
- Клінтон Джозеф Девіссон, Clinton Davisson, Фізика, 1937
- Юджин Гладстоун О'Нілл, Eugene O'Neill, Література, 1936
- Карл Девід Андерсон, Carl Anderson, Фізика, 1936
- Гарольд Клейтон Юрі, Harold C. Urey, Хімія, 1934
- Джордж Майнот, George R. Minot, Фізіологія або медицина, 1934
- Вільям Мерфі, William P. Murphy, Фізіологія або медицина, 1934
- Джордж Віпл, George H. Whipple, Фізіологія або медицина, 1934
- Томас Гант Морган, Thomas H. Morgan, Фізіологія або медицина, 1933
- Ірвінг Ленгмюр, Irving Langmuir, Хімія, 1932
- Лаура Джейн Аддамс, Jane Addams, Премія миру, 1931
- Ніколас Батлер, Nicholas M. Butler, Премія миру, 1931
- Сінклер Льюїс, Sinclair Lewis, Література, 1930
- Френк Біллінгс Келлог, Frank B. Kellogg, Премія миру, 1929
- Артур Комптон, Arthur H. Compton, Фізика, 1927
- Чарлз Доз, Charles G. Dawes, Премія миру, 1925
- Роберт Ендрюс Міллікен, Robert A. Millikan, Фізика, 1923
- Томас Вудро Вілсон, Woodrow Wilson, Премія миру, 1919
- Теодор Вільям Річардс, Theodore W. Richards, Хімія, 1914
- Еліу Рут, Elihu Root, Премія миру, 1912
- Альберт Абрагам Майкельсон, Albert A. Michelson, нар. в Німеччині, Фізика, 1907
- Теодор Рузвельт, Theodore Roosevelt, Премія миру, 1906